# Weerdestein (Amsterdam)
Weerdestein is een straat in Amsterdam-Zuid.
Ze is gelegen in de wijk Buitenveldert. De straat kreeg haar naam per raadsbesluit van 14 juni 1961. Ze werd daarbij vernoemd naar kasteel Weerdesteyn bij Langbroek, Utrecht.
De straat begint in het noorden bij de Arent Janszoon Ernststraat en eindigt in het zuiden bij een fietspad geheten Hinderstein. De bebouwing aan Weerdestein bestaat uit drie grote flatgebouwen uit 1968/1969, ontworpen door Piet Zanstra. De drie flats staan dwars op en aan de oostzijde van Weerdestein en staan met hun oostgevel tegen de Europaboulevard aan. De huisnummers aan Weerdestein lopen aaneengesloten op van 1 tot en met 224, waarbij alleen huisnummer 117 ontbreekt. De noordzijde van de noordelijkste flat kreeg adressen aan de Arent Janszoon Ernststraat (nrs. 1-53 oneven). In deze flat bevond zich tot voor kort onder meer het kantoor van Hillen & Roosen. In de flats zijn woningen, kantoren en praktijkruimten ondergebracht. In de plint van het gebouw bevinden zich bergingen en kantoren.
De ruimten tussen de flats zijn bestemd voor uitpandige parkeerplaatsen en grasvelden. Op een van de grasvelden staat een kunstwerk zonder titel van Eugène van Lamsweerde.

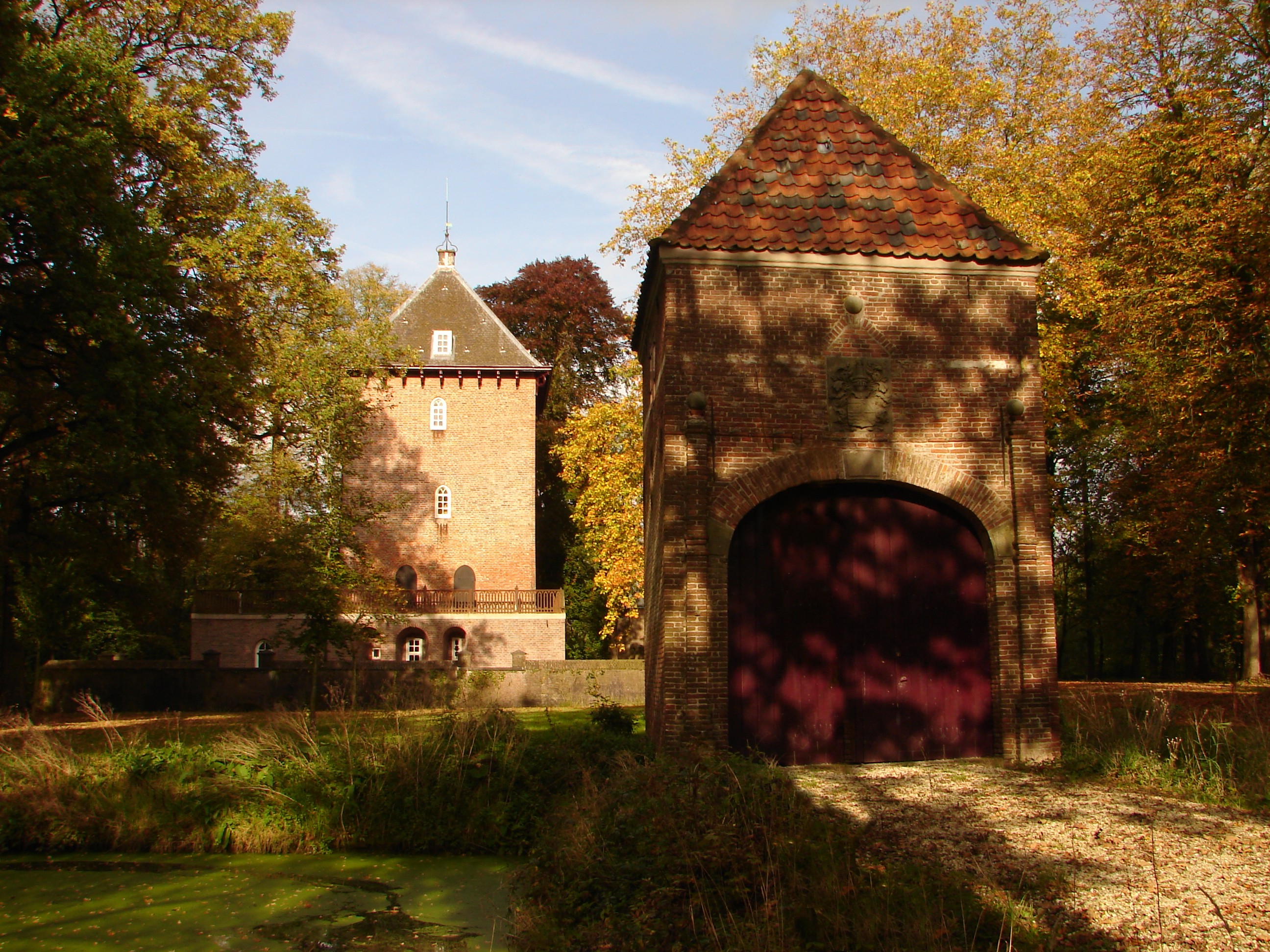
Weerdesteyn

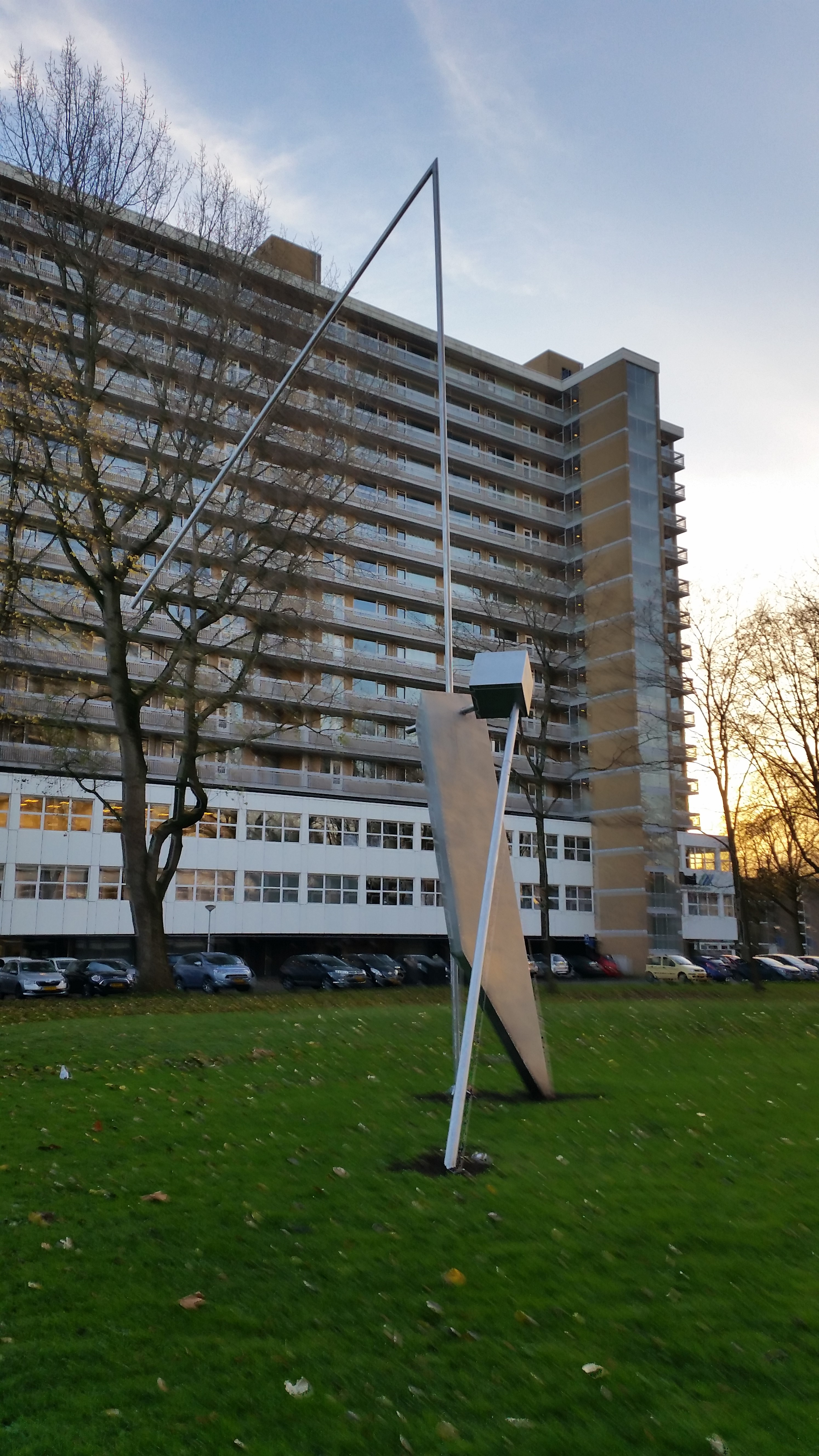
Kunstwerk van Eugène van Lamsweerde met een van de flats aan Weerdestein (december 2018)